# Zale colorado
Zale colorado là một loài bướm đêm trong họ Erebidae.